# Sachtler
Sachtler ist ein Hersteller von Kamera-Zubehör und Reportagelicht mit Sitz in Eching, Bayern. Das Unternehmen wurde 1958 gegründet und gehört seit 1995 zur britischen Vitec Group plc.
Der Unternehmensgründer Wendelin Sachtler war Kameramann und Erfinder. Er entwickelte 1958 einen eigenen Stativkopf. Der so genannte Kreiselkopf war nicht nur schwenk- und neigbar, sondern auch durch ein Kreiselsystem gedämpft. Die Nachfrage aus Kollegenkreisen nach diesem Fluidkopf führte dazu, dass das Unternehmen Sachtler gegründet wurde. 1958 nahm Sachtler in München-Schwabing seine Arbeit auf. Seit 2004 hat die Sachtler GmbH ihren Stammsitz in Eching bei München. Weltweit hat das Unternehmen 150 Mitarbeiter und wird von Händlern in über 140 Ländern vertreten. Die Produktionsstätten befinden sich in Deutschland, Costa Rica und Großbritannien.
1992 wurden Georg Thoma (für das Design) sowie Heinz Feierlein und die Sachtler-Ingenieure von der Academy of Motion Picture Arts and Sciences (AMPAS) mit dem Scientific & Engineering Award (2. Klasse) für die Entwicklung einer Reihe von Fluid-Stativköpfen („for the development of a range of fluid tripod heads“) ausgezeichnet.

## Produkte und Produkthistorie

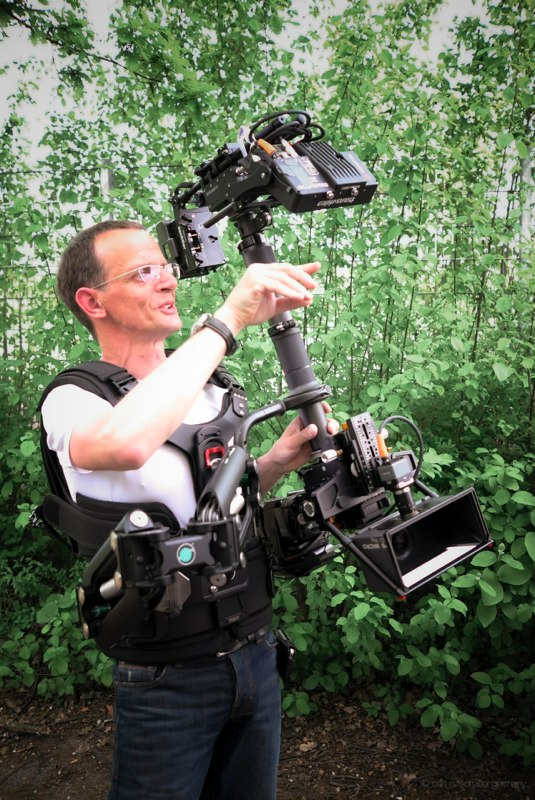
Curt O. Schaller mit einer artemis Cine HD Pro von Sachtler (2012)

Das Unternehmensportfolio kann in zwei verschiedene Gruppen unterteilt werden:
- Stative und Stativköpfe
- Reportageleuchten

Im Bereich Kamera-Zubehör stellt Sachtler Fluidköpfe, Stative und Pedestale her, im Bereich Reportagelicht LED-Leuchten sowie Tages- und Kunstlicht.
2001 brachte Sachtler zusammen mit dem Steadicam Operator Curt O. Schaller das Kamerastabilisierungssystem artemis auf den Markt.
Im Jahr 2015 entwickelte Curt O. Schaller gemeinsam mit dem promovierten Ingenieur Roman Foltyn das (artemis) Trinity-System: Es war das erste Kamerastabilisierungssystem der Welt, das ein mechanisches Stabilisierungssystem mit einem elektronischen kombinierte.
Im April 2016 wechselte Schaller mit seinem gesamten artemis-Produktportfolio von Sachtler / Vitec Videocom zum Mitbewerber ARRI, um dort als Produktmanager Kamerastabilisierungssysteme die Weiterentwicklung der artemis-Systeme voranzutreiben.
2025 wurde Curt O. Schaller für Konzept, Design und Entwicklung des Trinity 2-Systems mit dem Oscar für Wissenschaft und Entwicklung (Academy Scientific and Engineering Award) ausgezeichnet.